# Performanční umění

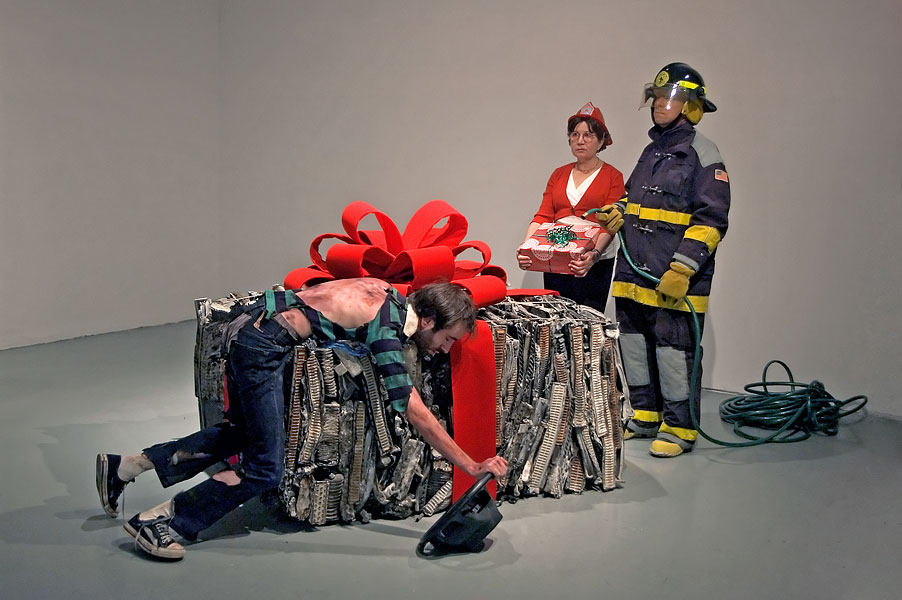
Performance Bryana Zanisnika

Performanční umění (anglicky performance art) je druh představení, které je předváděno publiku v uměleckém kontextu, často interdisciplinárně. Performance může být zahrána jak podle předem daného scénáře, ale také improvizovaně. Může či nemusí zahrnovat účast publika. Performanční umění se může odehrávat kdekoliv, kdykoliv a jakkoliv dlouho. Může jím být jakákoliv situace, která zahrnuje čtyři základní elementy: čas, prostor, umělcovo tělo a vztah mezi jím a publikem. Výraz performance art se začal objevovat v 60. letech 20. století ve Spojených státech amerických. Zpočátku byl používán pro jakékoliv živé představení, včetně čtení poezie, hudební vystoupení, filmy atd. ve spojení s vizuálním uměním.